# Santuario de Nuestra Señora de los Remedios (Olvera)
El santuario de Nuestra Señora de los Remedios, conocido popularmente como ermita de los Remedios, es un templo católico que se encuentra en el término municipal de Olvera, a 2 kilómetros del municipio. Se trata de una construcción barroca del siglo XVIII, construida sobre una antigua ermita del siglo XVI. 
En él se venera la imagen de Nuestra Señora de los Remedios, una talla anónima del siglo XV, patrona del pueblo y coronada canónicamente en el año 1966.
En sus alrededores se celebra anualmente desde 1715 el segundo lunes posterior al Domingo de Resurrección, la romería del Lunes de Quasimodo.